# Folkets Selvstyre (1926-1928)
Folkets Selvstyre, grundlagt 1926, var et dansk dagblad, der blev udgivet seks gange om ugen, frem til 1928.
Redaktionen bestod af Cornelius Petersen og var ejet og udgivet af A/S Bondens Selvstyre & red.. Frem til marts 1928 var Bondens Selvstyre tillæg til avisen hver søndag. 

## Historie
Sønderjyske landmænd var særligt ramt af kronedepressionen, hvorfor de i ret stort tal sluttede op om Selvstyrebevægelsen. Den økonomiske krise førte til, at Cornelius Petersen oprettede protestbevægelsen Bondens Selvstyre. I tilknytning til bevægelsen opstod det sønderjyske Bondeværnet. Man udgav Folkets Selvstyre, hvor Cornelius Petersen havde rig mulighed for at agitere sine synspunkter. 

## Navnevarianter
- Folkets Selvstyre (1926-1928)